# Леонівка (Бурятія)
Леонівка (рос. Леоновка) — село Кіжингинського району, Бурятії Росії. Входить до складу Сільського поселення Верхньокіжингинський сомон.
Населення — 222 особи (2015 рік).